# Румунія на Європейських іграх 2015
Румунія на перших Європейських іграх у Баку була представлена 147 атлетами.

## Медалісти
| Медаль | Спортсмен                    | Спорт                           | Дисципліна                     | Дата           |
| ------ | ---------------------------- | ------------------------------- | ------------------------------ | -------------- |
| Золото | Ана Марія Попеску            | Фехтування                      | Індивідуальна шпага (жінки)    | 23 червня 2015 |
| Золото | Андрея Кіцу                  | Дзюдо                           | До 52 кг (жінки)               | 25 червня 2015 |
| Золото | Команда                      | Фехтування                      | Командна шпага (жінки)         | 26 червня 2015 |
| Срібло | Роксана Борха Елена Мероньяк | Веслування на байдарках і каное | K2 500 м (жінки)               | 16 червня 2015 |
| Срібло | Андрея Ірідон                | Гімнастика                      | Колода (жінки)                 | 20 червня 2015 |
| Срібло | Тіберіу Дольнічану           | Фехтування                      | Індивідуальна шабля (чоловіки) | 23 червня 2015 |
| Срібло | Команда                      | Гімнастика                      | Аеробіка (змішані)             | 21 червня 2015 |
| Срібло | Команда                      | Фехтування                      | Командна шабля (чоловіки)      | 26 червня 2015 |
| Бронза | Маріус Бербечар              | Гімнастика                      | Паралельні бруси (чоловіки)    | 20 червня 2015 |
| Бронза | Андрея Ірідон                | Гімнастика                      | Різновисокі бруси (жінки)      | 20 червня 2015 |
| Бронза | Даніела Хондю                | Самбо                           | До 60 кг (жінки)               | 22 червня 2015 |
| Бронза | Сімона Герман                | Фехтування                      | Індивідуальна шпага (жінки)    | 23 червня 2015 |